# Carl Götz (Verwaltungsjurist)
Carl Götz (* 9. September 1818 in Marburg; † 28. August 1879 ebenda) war ein deutscher Verwaltungsjurist.

## Leben
Carl Götz studierte Rechtswissenschaften an der Philipps-Universität Marburg. 1840 wurde er Mitglied des Corps Hasso-Nassovia. Nach dem Studium trat er in den Staatsdienst des Kurfürstentums Hessen ein. Ab 1845 Praktikant bei der Polizeidirektion Marburg und 1851 beim Verwaltungsamt Schmalkalden, wurde er 1852 Kreissekretär beim Landratsamt Hofgeismar. 1857 wechselte er als Assessor zur Polizeidirektion in Fulda. 1864/65 wurde Götz zum Landrat des Kreises Hünfeld ernannt. Das Amt hatte er auch nach der Annexion Kurhessens durch Preußen bis zu seinem Tod inne.